# Wapen van Baexem

Het wapen van de voormalige gemeente Baexem

Het wapen van Baexem werd op 24 juni 1929 per Koninklijk Besluit (nummer 79) aan de toenmalige Nederlands Limburgse gemeente Baexem toegekend. De gemeente bleef tot 1991 zelfstandig, dat jaar ging de gemeente op in Heythuysen, die gemeente ging op zijn beurt in 2007 op in de gemeente Leudal.

## Blazoenering
De blazoenering van het wapen luidde als volgt:
In sinopel 2 golvende dwarsbalken van zilver en een vrijkwartier: gevierendeeld: I en IV in goud en leeuw van keel, getongd en genageld van azuur; II en III in zilver een dubbelstaartige leeuw van keel, gekroond en genageld van goud; achter het schild staande en met den linkerarm daarop steunende, de figuur van den H.Johannes den Doper, gekleed van kemelshaar met een lederen gordel om de lendenen, alles van natuurlijke kleur, dragende op den rechterarm een zilveren lam en houdende in de linkerhand een houten kruisstaf van natuurlijke kleur, waaraan onder het kruis een wimpel van zilver is bevestigd.<
Het schild is grijs van kleur met daarop twee zilveren golvende dwarsbalken. In het gecarteleerde vrijkwartier staan vier rode leeuwen. Het eerste en vierde kwartier zijn goud met blauw genagelde leeuw en het tweede en derde zijn van zilver, op deze twee velden staat een dubbelstaartige van goud genagelde en gekroonde leeuw. 
Achter het schild staat Johannes de Doper, hij houdt met zijn linkerarm het schild en een houten kruisstaf met een zilveren wimpel vast. Op zijn rechterarm staat een zilveren lam. Johannes draagt een bruine lederen gordel.

## Symboliek
Het schild van het wapen staat symbool voor de beken (de Tungelroyse Beek en de Abeek) in de gemeente Baexem. Baexem is afgeleid van Baxheim, wat dorp aan de beek betekent, dit maakt het tot een sprekend wapen. Het vrijkwartier in het wapen staat voor het Abdijvorstendom Thorn, het is het wapen van Margaretha van Brederode, vorstin-abdis van Thorn van 1531 tot 1577. Baexem was samen met Grathem een schepenbank binnen het vorstendom. Als schildhouder fungeert de parochieheilige van Baexem: Johannes de Doper.

## Vergelijkbare wapens
De volgende wapens hebben overeenkomsten met het wapen van Baexem:

Het wapen van Grathem
Het wapen van Grubbenvorst
Het wapen van Heythuysen
Het wapen van Leudal
Het wapen van Maasgouw
De eerste vlag van Baexem bevatte eveneens het gemeentewapen